# Red Rain
Red Rain är en sång av Peter Gabriel, utgiven som promosingel 1986 och som singel den 6 juli 1987. "Red Rain", som finns med på Gabriels femte studioalbum So, nådde tredje plats på Billboard Mainstream Rock Tracks.

## Låtlista
| 1. | "Red Rain"                           |  |
| 2. | "Ga-Ga (I Go Swimming Instrumental)" |  |

| 1. | "Red Rain"                           |  |
| 2. | "In Your Eyes" (special mix)         |  |
| 3. | "Ga-Ga (I Go Swimming Instrumental)" |  |

## Medverkande
- Peter Gabriel – sång, piano, Fairlight CMI, Prophet-5
- Daniel Lanois – gitarr
- Jerry Marotta – trummor
- Chris Hughes – Linn LM-1, programmering
- Stewart Copeland – hi-hat
- Tony Levin – basgitarr
- David Rhodes – gitarr, bakgrundssång
- Kevin Killen – mixning